# The Most Beautiful Moment in Life, Part 1
The Most Beautiful Moment in Life, Part 1 (Hangul: 화양연화 pt.1 Hwayang Yeonhwa pt. 1) – trzeci minialbum południowokoreańskiej grupy BTS, wydany 29 kwietnia 2015 roku. Jest to pierwsza część projektu grupy, skupiając się na „młodzieży”. Album został wydany w dwóch wersjach i zawiera 9 utworów, głównym singlem jest „I NEED U”. W czerwcu BTS kontynuowali działania promocyjne z singlem „Dope”. Sprzedał się w nakładzie 363 268 egzemplarzy w Korei Południowej (stan na grudzień 2017 r.).

## Lista utworów
| Nr | Tytuł                                                                                      | Słowa                                                         | Kompozycja            | Produkcja             | Czas |
| -- | ------------------------------------------------------------------------------------------ | ------------------------------------------------------------- | --------------------- | --------------------- | ---- |
| 1. | "Intro: The Most Beautiful Moment in Life" (kor. Intro: 화양연화" (Intro: Hwayang Yeonhwa) | Slow Rabbit, Suga                                             | Slow Rabbit           | Slow Rabbit           | 2:03 |
| 2. | "I NEED U"                                                                                 | Pdogg, V                                                      | Pdogg                 | Pdogg                 | 3:31 |
| 3. | "Jabajwo (Hold Me Tight)" (kor. 잡아줘 (Hold Me Tight))                                    | Slow Rabbit, Pdogg, V, Rap Monster, Suga, J-Hope              | Slow Rabbit, V        | Slow Rabbit           | 4:35 |
| 4. | "SKIT: Expectation!"                                                                       |                                                               | Pdogg, Bang Si-hyuk   |                       | 2:27 |
| 5. | "Dope" (kor. 쩔어 Jjeoreo)                                                                 | Pdogg, Bang Si-hyuk, Rap Monster, Suga, J-Hope                | Pdogg                 | Pdogg                 | 4:00 |
| 6. | "Heungtan-Sonyeondan" (kor. 흥탄소년단)                                                    | Suga, Pdogg, Bang Si-hyuk, Rap Monster, J-Hope, Jin, Jimin, V | Suga, Pdogg           | Suga, Pdogg           | 4:04 |
| 7. | "Converse High"                                                                            | Pdogg, Slow Rabbit, Rap Monster, Suga, J-Hope                 | Pdogg, Slow Rabbit    | Pdogg, Slow Rabbit    | 3:29 |
| 8. | "Isa" (kor. 이사)                                                                          | Pdogg, Rap Monster, Suga, J-Hope                              | Pdogg                 | Pdogg                 | 4:52 |
| 9. | "Outro: Love is Not Over"                                                                  | Jungkook, Slow Rabbit, Pdogg, Jin                             | Jungkook, Slow Rabbit | Jungkook, Slow Rabbit | 2:23 |

## Kayōnenka pt. 1
16 września 2015 roku płyta została wydana ponownie, pod tytułem Kayōnenka pt. 1 (jap. 花様年華 pt.1), jako pierwszy japoński minialbum. Osiągnął 9 pozycję w rankingu Oricon i pozostał na liście przez 6 tygodni, sprzedał się w nakładzie 18 185 egzemplarzy.

### Lista utworów
| Nr | Tytuł                                                                      | Kompozycja            | Produkcja             | Czas |
| -- | -------------------------------------------------------------------------- | --------------------- | --------------------- | ---- |
| 1. | "Intro. Kayōnenka pt. 1" (jap. Intro.花様年華)                             | Slow Rabbit           | Slow Rabbit           |      |
| 2. | "I NEED U"                                                                 | Pdogg                 | Pdogg                 |      |
| 3. | "Tsuyoku dakishimete (Hold Me Tight)" (jap. 強く抱きしめて(Hold Me Tight)) | Slow Rabbit, V        | Slow Rabbit           |      |
| 4. | "SKIT: Expectation!"                                                       | Pdogg, Bang Si-hyuk   |                       |      |
| 5. | "Yabai (DOPE)" (jap. ヤバい(DOPE))                                         | Pdogg                 | Pdogg                 |      |
| 6. | "Kyō-dan shōnen-dan" (jap. 興弾少年団)                                     | Suga, Pdogg           | Suga, Pdogg           |      |
| 7. | "Converse High"                                                            | Pdogg, Slow Rabbit    | Pdogg, Slow Rabbit    |      |
| 8. | "Hikkoshi" (jap. 引っ越し)                                                 | Pdogg                 | Pdogg                 |      |
| 9. | "Outro: Love is Not Over"                                                  | Jungkook, Slow Rabbit | Jungkook, Slow Rabbit |      |

## Notowania
Hwayang Yeonhwa pt. 1
| Lista                          | Najwyższa pozycja |
| ------------------------------ | ----------------- |
| Gaon Weekly Album Chart        | 1                 |
| Gaon Monthly Album Chart       | 6                 |
| Gaon Yearly Album Chart (2015) | 6                 |
| Billboard World Albums         | 2                 |
| Billboard Heatseekers Albums   | 6                 |
| Billboard Independent Albums   | 20                |
| Oricon Weekly Album Chart      | 24                |
| Oricon Monthly Album Chart     | 45                |

Kayōnenka pt. 1
| Lista                     | Najwyższa pozycja |
| ------------------------- | ----------------- |
| Oricon Weekly Album Chart | 9                 |